# زانکت اشتفن اوب لئوبن
زانکت اشتفن اوب لئوبن (به آلمانی: Sankt Stefan ob Leoben) یک منطقهٔ مسکونی در اتریش است که در لوبن واقع شده‌است. زانکت اشتفن اوب لئوبن ۷۸٫۷۲ کیلومتر مربع مساحت دارد ۵۸۸ متر بالاتر از سطح دریا واقع شده‌است.